# Osnica
Osnica (1363 m n. m.) je hora v Malé Fatře na Slovensku. Leží v rozsoše vybíhající z hlavního hřebene v těsné blízkosti sedla Medziholie (1185 m) a táhnoucí se jihovýchodním směrem až k obci Párnica. Od hlavního hřebene je oddělena Sedlem Osnice (1160 m), na druhé straně ji od sousedního vrcholu Magura (1260 m) odděluje sedlo Strungový príslop (1150 m). Z hory vybíhají ještě další dvě rozsochy. První vybíhá severovýchodním směrem k vrcholu Ostré (1167 m), kde se dělí na dvě větve: severní s vrcholem Ostré (931 m) a východní s vrcholem Čierťaže (849 m). Druhá rozsocha vybíhá východním směrem k vrcholu Lučivná (770 m). Jihozápadní svahy Osnice spadají do doliny Bystrička, severní do doliny potoka Biela a jihovýchodní do doliny Veľká Lučivná. Vrcholové partie hory jsou zatravněny a poskytují dobré výhledy, zvláště na masív Velkého Rozsutce.

## Přístup
- po modré  značce ze Sedla Osnice nebo ze sedla Strungový príslop